# کلیون لیتل
کلیون لیتل (انگلیسی: Cleavon Little؛ ۱ ژوئن ۱۹۳۹ – ۲۲ اکتبر ۱۹۹۲) یک هنرپیشه اهل ایالات متحده آمریکا بود.
از فیلم‌ها یا برنامه‌های تلویزیونی که وی در آن نقش داشته است می‌توان به پالان‌های درخشان، شکار لاشخور اشاره کرد.
وی همچنین برنده جوایزی همچون جایزه امی ساعات پربیننده شده است.